# Gilles Schnepp
Gilles Schnepp   (6è arrondissement de Lió, 16 d'octubre de 1958) és un CEO francès. Va ser president i conseller delegat de Legrand Group entre març de 2006 i febrer de 2018, i després president fins a 2020. El març de 2021 va ser nomenat president de Danone.
Es va graduar a HEC Paris.
L'any 2007 Gilles Schnepp va rebre la Legió d'Honor de França.
El 2012 va rebre el títol d'Oficial de l'Ordre Nacional del Mèrit de França.